# Хабила Абусайман
Хабила Абусайман (кит. упр. 哈比拉·阿吾萨衣满, пиньинь Habila Awusayiman, каз. Әбусайман Хабила; 1 июня 1998, Дурбульджин, Синьцзян-Уйгурский автономный район, Китай) — китайский борец вольного стиля казахского происхождения, призёр Азиатских игр и чемпионата Азии.

## Карьера
Вольной борьбой занимается с 13 лет. В сентябре 2021 года в Шэньси Абусайман выступил на Спартакиаде народов КНР, где представлял провинцию Синьцзян в весовой категории до 97 кг. Он дошёл до финала, где получил серебряную медаль, проиграв в решающей схватке Ян Чаоцяну из провинции Шаньдун. В феврале 2023 года Абусайман принял участие в Гран-при Загреба, где завоевал бронзовую медаль после победы в малом финале над Нишаном Рандхавой из Канады. В апреле 2023 года в Астане Авусайман принял участие на чемпионате Азии, где получил серебряную медаль, проиграв в финале Ахмеду Тажудинову из Бахрейна. В июне 2023 года в Бишкеке Авусайман принял участие в турнире памяти Каба уулу Кожомкула и Раатбека Санатбаева, где стал серебряным призёром, снова проиграв Тажудинову в финале. 12 мая 2024 года в Стамбуле на мировом квалификационном турнире, одолев в решающей схватке Магомеда Ибрагимова из Узбекистана, завоевал лицензию на Олимпийские игры в Париж.

## Личная жизнь
Аусайман родился в 1998 году в Дурбульджине, Синьцзян-Уйгурский автономный район. По национальности — казах. Он учился в Синьцзянском педагогическом университете.

## Достижения
- Азиатские игры 2022 — ;
- Чемпионат Азии по борьбе 2023 — ;